# Argyrodes pluto
Argyrodes pluto es una especie de arácnido del orden de la arañas (Araneae) y de la familia Theridiidae.

## Descripción
El macho tiene quelíceros, cefalotórax y patas marrones con sombreado negro. Abdomen negro con un par de manchas plateadas cerca de la base y un par de rayas plateadas a los costados. La proyección cefálica se proyecta hacia adelante en una línea casi recta con caparazón, pero bastante alto, proyección clípeo casi vertical en el frente, disminuyendo hasta casi un punto romo. Abdomen más alto y mayor que en Argyrodes elevatus, y no se extiende hacia detrás de la hilera. La coloración de la hembra es parecida a la del macho. El abdomen es pesado, con una punta roma y ancha que se extiende hasta las hileras pero no detrás de ellas.
Los jóvenes de A. Pluto son casi negros, como las hembras más viejas de A. elevatus.  El caparazón de los machos tiene una forma diferente. El clípeo posee líneas de pelos cortos.

## Hábitat
Argyrodes pluto se ha encontrado en las redes de Latrodectus (Virginia y Maryland), Metepeira labyrinth ea (Hentz), (Maryland) y Argiope aurantia Lucas (Misuri).

## Distribución
Desde Maryland, Virginia, Misuri, en el suroeste de Chihuahua, y Jamaica.
- Datos: Q304917